# Assusete Magalhães
Assusete Dumont Reis Magalhães ComMM (Serro, 18 de janeiro de 1949) é uma magistrada e linguista brasileira. Foi ministra do Superior Tribunal de Justiça (STJ) de 2012 a 2024. Anteriormente, foi desembargadora federal do Tribunal Regional Federal da 1.ª Região (TRF-1), do qual foi presidente.

## Carreira
Formou-se em direito, em 1973, e em letras (inglês), em 1974, ambas as graduações realizadas na Universidade Federal de Minas Gerais (UFMG).
Atuou como advogada (1974–1975), assessora jurídica da Delegacia Regional do Trabalho de Minas Gerais (1975–1976), procuradora autárquica do Instituto Nacional do Seguro Social (1976–1982) e procuradora da República (1982–1984), antes de ingressar na magistratura como juíza federal, em 1984. Em 1993, foi promovida por merecimento a juíza do Tribunal Regional Federal da 1.ª Região (TRF-1), sendo — no biênio 2006–2008 — a primeira mulher a presidir aquela corte.
Admitida, em 2000, à Ordem do Mérito Militar no grau de Oficial especial pelo presidente Fernando Henrique Cardoso, foi promovida, em 2004, pelo presidente Luiz Inácio Lula da Silva ao grau de Comendadora.
Em 2012, foi nomeada para o cargo de ministra do Superior Tribunal de Justiça (STJ), em vaga destinada a membro de Tribunal Regional Federal. Aposentou-se em 15 de janeiro de 2024.